# Oday Dabbagh
Oday Dabbagh, né le 3 décembre 1998 à Jérusalem-Est en Palestine, est un footballeur international palestinien qui joue au poste d'attaquant au Zamalek SC.

## Biographie

### En club

#### Hilal Al-Quds
Dabbagh fait ses débuts professionnels à l'âge de 16 ans pour le Hilal Al-Quds en Premier Ligue Palestinienne. Il inscrit son premier but professionnel le 26 décembre 2015. Il marque deux autres buts cette saison-là, aidant de peu Hilal Al-Quds à éviter la relégation.
Les saisons suivantes, Dabbagh augmente son total de buts avec respectivement 9 en 2017, 12 en 2018 et 16 buts en 2019 alors que le Hilal Al-Quds remporte la Premier Ligue palestinienne pour la troisième fois consécutivement entre 2017 et 2019. Il remporte le WBPL Golden Boot Award pour avoir marqué 16 buts au cours de la saison 2018-2019. Le 6 mai 2019, Dabbagh devient le meilleur buteur palestinien de tous les temps en Coupe de l'AFC avec un double but contre le Nejmeh SC du Liban.

#### Al-Arabi
Dabbagh rejoint Al Arabi SC le 14 janvier 2021, jusqu'à la fin de la saison. Dabbagh aide Al-Arabi à remporter le Championnat du Koweït 2020-2021 et termine la saison en tant que meilleur buteur de la ligue avec 13 buts.

#### FC Arouca
Le 21 août 2021, Dabbagh a rejoint le FC Arouca. Il a fait ses débuts le 28 août 2021, en tant que Remplaçant à la 80e minute lors d'une défaite 3-0 contre le FC Porto. Le 18 septembre 2021, Dabbagh a marqué son premier but lors d'un match nul 2–2 contre le Vitória SC.

#### Charleroi SC
Le 1er juillet 2023, Dabbagh signe officiellement pour le Charleroi SC en Jupiler Pro League pour un contrat de trois ans. Il inscrit son premier but en compétition pour les Zèbres lors de ses débuts lors d'un match nul 1–1 contre Oud-Heverlee Louvain.
Sa première saison en Belgique avec les Carolos est plutôt mitigée. Si le palestinien est le meilleur buteur des 5 attaquants du club avec 6 buts inscrits (dont 5 en championnat), le joueur a connu plusieurs passages à vide[réf. nécessaire]. Pour la saison 2024-2025, Oday Dabbagh n'est que le deuxième, voire le troisième attaquant dans la hiérarchie (derrière Yussuf Sylla et Youssouph Badji) et un départ n'est pas à exclure malgré un contrat courant jusqu'en 2026 [réf. nécessaire].
Il retrouve le chemin des filets le 30 novembre 2024 en marquant le but de l'égalisation à la dernière seconde contre le Standard de Liège, éternel rival du Sporting de Charleroi. À ce moment, cela fait sept mois que le palestinien n'a plus marqué, son dernier but date du 26 avril 2024 à Eupen[réf. nécessaire].

##### Prêt au Aberdeen FC
Le 3 février 2025, dernier jour du mercato hivernal,  Oday Dabbagh est prêté jusqu'à la fin de la saison avec option d'achat au club écossais Aberdeen FC, alors quatrième de championnat écossais.

## Palmarès

### En club
Hilal Al-Quds
- Championnat de Palestine: 2017, 2018 et 2019.
- Coupe de Palestine: 2019.

 Qadsia SC
- Supercoupe du Koweït: 2019.

 Al Arabi SC
- Championnat du Koweït: 2021.

 Aberdeen FC
- Coupe d'Écosse : 2025.